# Benkő Zsolt
Benkő Zsolt (Budapest, 1967. október 17. –) magyar blues-gitáros, előadó, zeneszerző, oktató. Édesapja Benkő Imre.

## Zenei pálya
12 évesen kezdett gitározni, bal kezes létére jobb kezes tartással. 13 évesen beiratkozott egy zeneiskolába, de két év után otthagyta, mert nem tanítottak bluest. 14 éves korában megalapította első zenekarát barátjával, Ferenczi Györggyel.
Az évek során neve a blues műfajában megkerülhetetlenné vált. Ezt jól mutatja, hogy az 1996-ban megjelent Első Magyar Blues Könyv is külön fejezetet szentelt neki, amit pusztán gitárosként rajta kívül csak egyetlen zenésztárs (Tátrai Tibor) érdemelt ki.
Máig a legfoglalkoztatottabb blues-gitárosok egyike, s az őt követő nemzedékből is számos tehetség tőle tanulta meg a műfaj fogásait. Session-zenészként sok formációban közreműködött, miközben saját zenekaraiban tagként, majd zenekarvezetőként lépett fel.

## Saját zenekarok
1981-1984-ig Termosz, később Lucrum Lux néven.
További tagok: Ferenczi György – ének, szájharmonika, Zsiga Kálmán – szólógitár, Andó Sándor – basszusgitár, Bizják Gábor – zongora, Pálinkás Miklós – dob.
1984-86-ig Junior együttes
További tagok: Temes Gábor – gitár, Ferenczi György – ének, Andó Sándor – basszusgitár, Pálinkás Miklós – dob.
1985-1986-ig Kukorica János Emlékzenekar
További tagok: Kelemen Attila – ének, gitár, Molnár Zoltán – basszusgitár, Dobinszky Zoltán – dob.
1985-1988-ig Téglagyári Megálló
További tagok: Nánási Zsolt – ének, Bíró Gabriella – ének, Kelemen Attila – gitár, később helyére Szabó József érkezik, Nagy Lantos Balázs – basszusgitár, később helyére Molnár Zoltán érkezik, Dobinszky Zoltán –dob, később Vadász Péter –dob, helyére Bíró Gábor érkezik.
1988-1989-ig Star Blues Band
További tagok: Sárközi Pál – ének, gitár, Zsákay János – basszus, Dobor József – dob.
1989-1991-ig Kashmír együttes, 1991-től Sonia és a Sápadtarcúak néven 1993-ig. További tagok: Ballai Gergely – dob, ének, Hegyessy Ákos – basszus. Csatlakozik Sonia Zambrano – ének.
1992-1995-ig Ferenczi György és a Herfli Davidson
További tagok: Ferenczi György – ének szájharmonika, Kepes Róbert – basszus, Gyenge Lajos – dob. Később csatlakozik Patyi Sándor – basszus, Vadász Krisztián – billentyűsök, Zsemlye Sándor – szaxofon, Szendi Gábor – percussion, Vincze Tamás – dob. Fúvós szekcióban Magyar Ferenc – trombita és Ivacs Zsolt – pozan.
1996. Stuff együttes
További tagok: Müller Zsolt – ének, Bese Csaba – basszus, Gál István – dob.
1996-1998-ig Traff-X együttes
További tagok: Nagy György András – ének, szájharmonika, Strausz Péter – basszus, Schwartz Gyula – zongora, Tóth Mihály – dob, később Vadász Péter – dob.
1998-2005-ig Benkő Zsolt és a Bluesrivers, később Benkő Zsolt Group (Ez utóbbi még alkalmanként aktív zenekar)
További tagok: Pflum Orsolya – ének, Kiss Attila – basszus, ifj. Kaszás Péter – dob, helyére Móré Attila után Adamecz József érkezik.
Később Tánczos „Steve” István – ének, szaxofon, Tatai Tamás – dob, helyére Kovács Norbert érkezik, Cseh Balázs – basszus, helyére Bornemissza Ádám – basszus érkezik. Alkalmanként Bordács Attila – basszus és Kosz Szilveszter – billentyűs hangszerek csatlakozik.
2005-2008-ig Petra Börnerova Band feat. Benkő Zsolt
További tagok: Petra Börnerova ének, Tomas „Bobek” Bobrovniczky – dob, Tánczos „Steve” István – ének, szaxofon, Bornemissza Ádám – basszus.
Alkalmanként csatlakozott Bordács Attila – basszus és Kosz Szilveszter – billentyűsök.
2007-től Garda Zsuzsa-Benkő Zsolt Duó Garda Zsuzsa énekesnővel.